# Alampur
Alampur là một thị xã và là một nagar panchayat của quận Bhind thuộc bang Madhya Pradesh, Ấn Độ.

## Địa lý
Alampur có vị trí 26°01′B 78°47′Đ / 26,02°B 78,79°Đ Nó có độ cao trung bình là 159 mét (521 foot).

## Nhân khẩu
Theo điều tra dân số năm 2001 của Ấn Độ, Alampur có dân số 9350 người. Phái nam chiếm 54% tổng số dân và phái nữ chiếm 46%. Alampur có tỷ lệ 61% biết đọc biết viết, cao hơn tỷ lệ trung bình toàn quốc là 59,5%: tỷ lệ cho phái nam là 72%, và tỷ lệ cho phái nữ là 47%. Tại Alampur, 16% dân số nhỏ hơn 6 tuổi.